# إسماعيل آيدين
إسماعيل آيدِن (بالتركية: İsmail Aydın)‏, (ولد: 17 مايو 1971, إزنيق في بورصة, تركيا) سياسي تركي. ونائب سابق في البرلمان التركي في دورته (24) ممثلا عن حزب العدالة والتنمية.